# Менінгеальний синдром
Менінгеа́льний синдро́м  — подразнення (менінгізм; англ. Meningismus) або запалення мозкових оболон (менінгіт), яке може бути при багатьох інфекційних хворобах, інтоксикаціях, запаленнях центральної нервової системи (ЦНС), підвищенні внутрішньочерепного тиску, субарахноїдальному крововиливі, тощо, яке об'єднують у понятті синдром на етапі догоспітальної діагностики.
Клінічні ознаки:
- головний біль, який є незвичним для конкретного хворого;
- нерідко блювання без нудоти, яке не приносить хворому полегшення;
- підвищена чутливість до світла, дотику, шуму (гіперестезія);
- ригідність потиличних м'язів — рефлекторне напруження відповідних м'язів через подразнення нервових закінчень: підборіддя неможливо привести до груднини;
- симптом Керніга — зігнуту в стегні та коліні ногу неможливо повністю розігнути у коліні;
- інші менінгеальні симптоми, які виявляють рідше, ніж ригідність потиличних м'язів та симптом Керніга (симптоми Брудзинського верхній, щоковий, середній, нижній, симптом триніжка, Гієна, Флатау тощо).